# Taiwandomherre
Taiwandomherre (Pyrrhula owstoni) är en nyligen urskild fågelart i familjen finkar inom ordningen tättingar.

## Utseende och läte
Taiwandomherre är en knubbig fink med svart ansiktsmask. Hanen är pärlgrå med en ljusare gulbrun sporre på bröstet, men det kan vara svårt att se. Honan har grått huvud, medan den är varmbrun på rygg och buk. Båda könen har glansigt svart på stjärten och i teckningar på vingen. Sången består av en tjattrig serie med visslingar och distinlt torra och raspiga, gnissliga toner. Lätena är mjuka, vanligen "poo-yee" eller "pooe".

## Utbredning och systematik
Arten förekommer enbart på Taiwan. Den behandlas som monotypisk, det vill säga att den inte delas in i några underarter. Tidigare behandlades den som underart till gråhuvad domherre (P. erythaca). Den urskiljs
 dock numera vanligen som egen art baserat på studier som visar på genetiska, morfologiska och lätesmässiga skillnader.

## Levnadssätt
Taiwandomherre hittas i skogar i förberg och bergstrakter, både i barr- och blandskog. Vintertid kan den röra sig till lägre nivåer.

## Status
IUCN erkänner den ännu inte som art, varför dess hotstatus inte bestämts.

## Namn
Fågelns vetenskapliga namn hedrar Alan Owston (1853-1915), engelsk handlare, naturforskare och samlare boende i Japan 1871-1915.